# Henschel Hs 129
El Henschel Hs 129 fue un avión de ataque a tierra alemán de la Segunda Guerra Mundial desplegado por la Luftwaffe. Su apodo era Panzerknacker (el «rompe-tanques»). El Hs 129 realizó pocas misiones durante su período en servicio, debido a la escasa cantidad de ejemplares.

## Historia
A mediados de la década de 1930 la idea de utilizar aviones contra las unidades terrestres enemigas, había sido infrautilizada, con la excepción de intentos de hundir la moral del enemigo. Las experiencias adquiridas durante la Primera Guerra Mundial habían demostrado que atacar a los combatientes en tierra, era más peligroso para los aviones que para las tropas terrestres, un problema que se volvía más agudo con la introducción de nuevos sistemas de armamento. Durante los años 20 y 30, el uso de los aviones se centraba en el bombardeo estratégico e interceptación, papeles en los que les resultaba más fácil defenderse. Para atacar blancos en tierra de alto interés, se prefería el bombardero en picado.
La experiencia alemana con la Legión Cóndor durante la guerra civil española cambió esta idea. Aunque estuvo armada con aviones generalmente inadecuados, como el Henschel Hs 123 y versiones armadas con cañones del Heinkel He 112, su armamento de gran alcance, y la audacia de sus pilotos, demostró que los aviones podían ser efectivos, incluso sin bombas. Esto llevó a la Luftwaffe a solicitar un avión dedicado a este papel, y a ofrecer un contrato por un nuevo "avión de ataque".
Puesto que el mayor peligro para estos aviones, provendría de los disparos de fusiles y ametralladoras desde tierra, los aviones, estarían pesadamente blindados en torno a la cabina y a los motores. También requerían de parabrisas blindados, el cual, requirió cristal blindado de un grosor de 75 mm. Como se esperaba del avión que atacara a objetivos volando a bajo nivel, la cabina, hubo de colocarse tan cerca del morro como fue posible para poder ver la tierra. Uno de los últimos requerimientos de carácter negativo, provino del RLM, que exigió que se utilizaran motores de pistón de baja potencia para no interferir las producciones de otros diseños de aeroplanos esenciales en los esfuerzos de guerra.

## Diseño y desarrollo
El Hs 129, que voló por vez primera en la primavera de 1939, había sido diseñado para satisfacer un requerimiento del RLM, que precisaba de un bimotor de ataque al suelo armado, como mínimo, con dos cañones de 20 mm y provisto de un considerable blindaje.
Cuatro modelos, procedentes de cuatro compañías distintas, se presentaron, y solo dos, fueron considerados; el de Focke-Wulf, una conversión del anterior avión de reconocimiento Fw 189, y el diseño completamente nuevo de Henschel, el Hs 129.
Su fuselaje, de sección triangular, albergaba una estrecha cabina de limitada visibilidad, provista de un parabrisas blindado de 75 mm de grosor; el morro se hallaba igualmente construido con chapa acorazada.
El Hs 129 fue diseñado alrededor de una gran ”bañera” de acero que formaba el morro del avión y protegía completamente al piloto. Incluso la cubierta, era de acero, con solo dos pequeñas ventanas a los lados, y otras dos pequeñas en el frontal. La carlinga era tan reducida, que el panel de instrumentos, terminó colocado bajo el morro, por debajo del parabrisas, y el cañón fue montado fuera del morro.
Finalmente, el avión resultó un 12% más pesado de lo esperado y los motores tenían un 8% menos de potencia de la necesaria, por lo que voló comprensiblemente mal. El sistema de control de vuelo, se mostró inoperable a bajas velocidades, y en las pruebas de vuelo uno de los aparatos se estrelló, ya que las fuerzas en la palanca de mando eran tan elevadas, que el piloto no pudo empujarla. El diseñó de Focke Wulf no resultó ser mejor. Ambos aviones, estaban faltos de potencia con sus motores Argus As 410 de 465 cv, y resultaban difíciles de volar.
La RLM sin embargo, se veía en la obligación de mantener el concepto básico. Finalmente, solo decidió un factor entre los dos aparatos, y es que el Henschel era más pequeño y barato. Al Focke-Wulf se le dio baja prioridad, y se continuó el proyecto para compararlo con el Hs 129A-0 de los que se encargaron ocho aparatos de preserie para la prosecución de las pruebas, pero la planeada versión Hs 129A-1, origen de la serie A, armado con dos cañones MG 151/20 de 20 mm y dos ametralladoras MG 17 de 7,92 mm, junto a la capacidad de portar 50 kg de bombas bajo la línea central del fuselaje fue radicalmente rechazada por la Luftwaffe sustituyéndose por la Hs 129B-1.

### Hs 129 B-1
Incluso antes que los A-1 fueran entregados, el avión, fue rediseñado con el potente motor radial Gnome-Rhône 14M 4/5, el cual, había sido capturado en cantidades tras la Batalla de Francia. Este motor, daba una potencia de 700 Cv (522 kW) en el despegue, comparados con los 465 Cv (347 kW) del Argus. Los motores, fueron colocados de forma tal de reducir el par de fuerzas en las alas; el de babor se colocó con el giro en el sentido de las agujas del reloj y el de estribor en sentido contrario. Los aviones A-1 fueron transformados en la versión Hs 129 B-0' para la realización de pruebas (algunas fuentes los colocan como vendidos a Rumanía) y los pilotos se mostraron satisfechos con los cambios, aunque seguían mostrándose disconformes con respecto a la visibilidad desde la cabina, por lo que se le diseñó una nueva cubierta con un único parabrisas frontal de mayor tamaño que les daba un mayor campo de visión. Como resultado, entró en producción como el Hs 129 B-1.
Los B-1, comenzaron a ser distribuidos a unidades de línea en diciembre de 1941, pero fueron entregados en pequeñas cantidades. Para el nuevo avión se formó en enero una escuadrilla equipada con cazabombarderos Bf 109E Emil y Hs 123, así como los B-0 y los B-1 que habían sido completados. No fue hasta abril que tuvieron 12 B-1 para equipar a la 4/SchG 1. En ese momento, y ya listos para el combate, se trasladaron al Frente del Este, donde este aparato fue más ampliamente utilizado. A mediados de junio, recibieron una nueva arma, el cañón MK 101 de 30 mm con munición perforante en un contenedor situado en la línea central del aparato.

### Hs 129B-2
Desde mayo de 1942 con solo 50 aparatos entregados, se comenzó a entregar el nuevo modelo Hs 129 B-2, igual al B-1. La única diferencia, estaba en el sistema de alimentación de combustible y otros cambios menores. 
Los  B-2 recibieron el cañón MK 103 para sustituir el MK 101. Estos cañones, utilizaban la misma munición, pero el 103 tenía casi el doble de cadencia.

### Hs 129B-3
A finales de 1942 comenzaron a producirse quejas sobre la menor efectividad de los MK 103 contra los nuevos tanques soviéticos T-34. Una solución obvia, hubiera sido utilizar los cañones Bordkanone BK 3,7 de 37 mm, adaptados como arma antitanque, que habían sido abandonados por el ejército. Estos cañones, montados bajo las alas del Ju 87, demostró ser un arma temible. Cuando fueron montados en el Hs 129 el espacio vacío tras la cabina, daba la solución al problema de los Ju 87 en lo referente a la limitada carga de munición.
Pero por alguna razón, la Luftwaffe decidió saltarse esta posibilidad para el Hs 129, y como había hecho con el pesado Ju 88P-1 decidieron instalar un cañón pesado. El elegido, fue el cañón de 75 mm del Panzer IV, el Bordkanone BK 7,5. Un gran sistema hidráulico fue utilizado para reducir el retroceso, y para la carga automática del cañón, con doce proyectiles situados detrás de la cabina. El sistema resultante podía eliminar a cualquier tanque existente en aquel momento, pero el peso añadido, empeoró las cualidades de vuelo, haciendo que el avión fuera dudosamente fiable en la nueva versión Hs 129 B-3.
Los B-3, entraron finalmente en producción en junio de 1944, y solo 25 de ellos, fueron entregados antes de septiembre, momento en que la línea de producción se cerró. Un pequeño número, fueron convertidos desde el antiguo modelo B-2. En el campo de batalla demostraron ser armas mortíferas, pero con solo 25 aparatos no tuvieron ningún resultado en los esfuerzos de guerra de Alemania.

### Hs 129C
En orden a mejorar las capacidades del avión, se decidió probarlo con la nueva versión del motor italiano Isotta-Fraschini Delta que entregaba 850 CV (634 kW). Aunque los retrasos en las entregas del motor hicieron que no estuviera listo para la producción antes que la planta fuese capturada por los aliados en 1945.

## Operadores
Alemania nazi
- Luftwaffe

 Hungría
- Fuerza Aérea Húngara

 Rumania
- Fuerza Aérea Rumana

## Especificaciones (Hs 129B-1/R2)
Referencia datos: [cita requerida]

### Características generales
- Tripulación: 1 (piloto)
- Longitud: 9,8 m (32 ft)
- Envergadura: 14,2 m (46,6 ft)
- Altura: 3,3 m (10,7 ft)
- Superficie alar: 28,9 m² (311,1 ft²)
- Peso vacío: 3800 kg (8375,2 lb)
- Peso cargado: 5110 kg (11 262,4 lb)
- Planta motriz: 2× motor radial de  14 cilindros Gnome-Rhône 14M/5.
  - Potencia: 522 kW (720 HP; 710 CV) cada uno.

### Rendimiento
- Velocidad máxima operativa (Vno): 408 km/h (254 MPH; 220 kt)
- Alcance: 880 km (475 nmi; 547 mi)
- Techo de vuelo: 9000 m (29 528 ft)
- Régimen de ascenso: 7,1 m/s (1394 ft/min)

### Armamento
- Armas de proyectiles: 

  - 2 ametralladoras MG 17 de 7,92 mm
  - 2 cañones MG 151/20 de 20 mm
  - 1 cañón de 30 mm MK 101 externo en lugar de la carga de bombas
- Bombas: Sobre 50 kg de bombas de fragmentación.

(*) El armamento del B2, era igual al del B1, pero la MG 17 era reemplazada por una ametralladora MG 131 de 13 mm 

(*) Series Bordkanone, BK 3,7 (37 mm), o BK 7,5 (75 mm), antitanques bajo el fuselaje

### Aeronaves similares
- Ilyushin Il-2

### Secuencias de designación
- Sistema de designación aeronaves del RLM: ← Hs 126 · Hs 127 · Hs 128 · Hs 129 · Hs 130 · Bü 131 · Hs 132 →

### Listas relacionadas
- Anexo:Aeronaves militares de Alemania en la Segunda Guerra Mundial